# 甲斐祐之
甲斐 祐之（かい ひろゆき、1978年7月17日 - ）は、日本の元男子バレーボール選手。

## 来歴
宮崎県宮崎市出身。母・（旧姓）脇田代喜美は世界選手権で銀メダルを獲得し、モントリオールオリンピックに出場した元ユニチカのバスケットボール選手。父も弟もバレーボール選手。
宮崎市立高岡中学校入学後、母の影響もあり当初はバスケットをやるつもりだったが、バレー部の先生に誘われてバレーボールを始める。中学3年時にさわやか杯宮崎県選抜に選ばれている。高校は地元バレーの強豪・宮崎県立宮崎工業高等学校へ進学、1年からレギュラーに抜擢され、全日本ユースやジュニアに選ばれている。
1997年、筑波大学へ進学。
2000年に新日鐵（現堺ブレイザーズ）に入部。翌2001年にVリーグ新人賞受賞。全日本では2001年のグラチャンでの活躍で定着、2002年の世界選手権に出場、2001年・04年のワールドリーグに出場した。アテネ五輪予選にも出場するも、五輪本戦出場を果たせなかった。2005年に移籍を決意する。
2005年に旭化成に派遣社員として入社、旭化成スパーキッズへ契約選手として入団する。同年には足首を手術している。しかし、2006年、旭化成は廃部となり移籍することになった。
翌2006年から豊田合成トレフェルサ（現ウルフドッグス名古屋）に所属。2007年には全日本に復帰、07年ワールドリーグに出場した。その後2009年まで在籍した。
2009年からJTサンダーズに入部した。在籍中、貴重なベテラン選手として活躍し、天皇杯・黒鷲旗などの決勝進出に貢献した。2014年、契約満了に伴い退団した。
2015年7月、女子Vプレミアリーグの日立リヴァーレは甲斐のコーチ就任を発表した。2017年、監督に昇格。2018-19シーズン途中で体調不良のため休養となる。シーズン終了後に退団した。

## 球歴
- 全日本代表 - 2001-2005年
  - 世界選手権 - 2002年
  - ワールドリーグ - 2001年、2004年、2007年
  - ワールドグランドチャンピオンズカップ - 2001年

## 所属チーム
- 宮崎工業高校
- 筑波大学
- 新日鐵（2000-2005年）
- 旭化成スパーキッズ（2005-2006年）
- 豊田合成トレフェルサ（2006-2009年）
- JTサンダーズ (2009-2014年)